# Тулмозерский завод
Тулмозе́рский завод — чугуноплавильный завод в Олонецкой губернии, основанный близ деревни Колатсельга акционерным обществом «Сталь» в 1896 году.
Одним из инициаторов создания акционерного общества стал Великий Князь Пётр Николаевич, который получил в наследство от своего отца проектную документацию на завод и договора на аренду земель, почему в документах часто встречалось другое название завода — «Петровка». Доменные плавки на заводе осуществлялись с июля 1899 года по июль 1902 года, и не оправдали вложенных в строительство производства средств. В целом, на заводе было выплавлено 518866 пудов чугуна.

## Предыстория
Известно, что ранее действовал Туломозерский партикулярный завод, построенный в устье реки Туломы близ деревни Гилкожа ещё в 1762 году.. Его владельцем был олонецкий купец Иван Степанович Бармин, являющийся совладельцем также Тивдийского стального завода и нескольких пильных мельниц в Карелии. Всего в строительство и содержание завода им лично было вложено 34 272 руб. Указанное предприятие было единственным частным заводом в Олонецкой губернии, построенным с целью выпуска широкого ассортимента изделий. По описи Бармина, составленной в 1779 году, на заводе значились: плотина, домна 1777 года постройки, молотовая фабрика с тремя молотами и четырьмя горнами, якорная фабрика с тремя молотами, кузница для изготовления кос и топоров, «сыродутная крицовая фабрика», фурмовая; также при заводе имелись пильная и мукомольная мельницы. Производство остановилось из-за недостатка капиталов и осложнений с вольнонаёмной рабочей силой в условиях стремительного развития в регионе лесной промышленности. В 1778 году завод прекратил выпуск продукции. К настоящему времени следов завода И. Бармина не сохранилось.

## Общие сведения

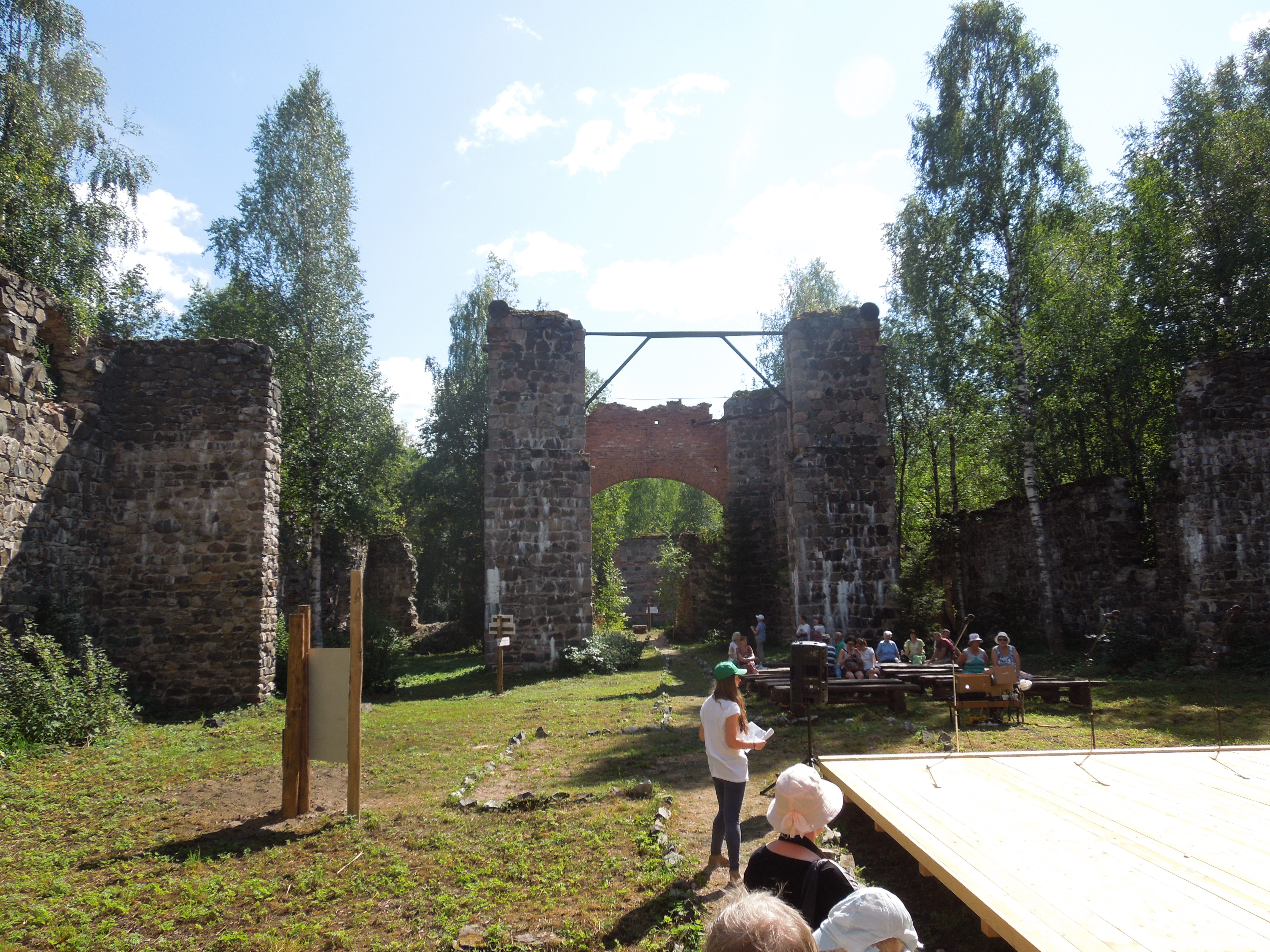
Корпус тулмозерского чугуноплавильного завода, Колатсельга, Пряжинский район, 2014

Тулмозерский завод располагался на правом берегу реки Колласйоки, первая домна заработала в 1899 году. Исходным сырьём выступал гематит, в те годы именуемый «железный блеск», ближайшее месторождение которого располагалось на противоположном берегу реки Колласйоки всего в двух километрах от заводских корпусов в Рогосельге (Колатсельгские штольни). Всего рудников было до двадцати. Местоположение завода было выбрано исходя из дешевизны и удобства транспортировки сырья по узкоколейной железной дороге на завод, его соседства с озером Оя-ярви, открывающей дополнительные возможности для дальнейшей перевозки продукции водным путём, и перспектив сооружения железной дороги до берега Ладожского озера, откуда её предполагалось доставлять в Санкт-Петербург. Для удешевления строительства в окрестностях завода были оборудованы кирпичный и лесопильные заводы. Чугунолитейный завод был оснащён самым современным на тот момент оборудованием европейского производства: кауперовские аппараты от немецкой фирмы Heinrich Stöhler, воздуходувные машины от немецкой фирмы Ochellhauser Maschinenfabrik-Jiegen, а шамотный (огнеупорный) кирпич был заказан у английской компании Cowen and Co. Проектированием большой доменной печи занимался известный берлинский инженер Люрмен. В качестве топлива для доменной печи использовался древесный уголь. Условия залегания железной руды (твёрдость вмещающей горной породы, маломощность рудных тел и их простирание под углом до 90 градусов к горизонту) не позволяли вести её добычу иначе, как путём прохождения дорогостоящих подземных горных выработок, и, как следствие, добыча гематита оказалась нерентабельной. В 1902 году, несмотря на большие запасы добытой железной руды и заготовленного древесного угля, завод был закрыт, причиной чему послужило падение цен на чугун почти в два раза вследствие мирового кризиса начала XX века. Однако, интерес к промышленному освоению минеральных ресурсов этого месторождения не угас. В 1913 году собственником завода стал Теодор Бонавентурович Теплиц, который в конце 1915 г. перепродал завод почётному гражданину С. Г. Мейеру.
Предпринимаемые с 1927 года настойчивые попытки Председателя Совета Народных Комиссаров Карельской АССР Эдварда Гюллинга активизировать на базе Тулмозерского завода металлургическое производство обернулись крупными капиталовложениями без видимых результатов, вследствие чего в 1934 году завод был вновь поставлен на консервацию. В период Великой Отечественной войны Колатсельга была оккупирована финнами, а заводским строениям был нанесён серьёзный ущерб. В последующие годы на базе завода размещались летние детские и подростковые лагеря. Комплекс руинированных производственных зданий был поставлен на государственный учёт как памятник истории и культуры. В 2014 г. в рамках российско-финляндского международного проекта на благоустроенной территории бывшего завода создан Рудный парк «Тулмозерье», который является одним из подразделений Этно-культурного центра Пряжинского национального муниципального района «Elama». На сегодняшний день из производственных сооружений завода сохранились и доступны для осмотра здание мастерской, шихтарня с основанием для малой «шведской» домны, литейный корпус, котельное и машинное отделения. От остальных построек остались только фундаменты.